# 卡瓦尼亚
卡瓦尼亚（義大利語：Cavargna），是意大利科莫省的一个市镇。总面积15平方公里，人口262人，人口密度17.5人/平方公里（2009年）。ISTAT代码为013062。